# Incidente dell'F3H a San Diego del 1959
L'incidente dell'F3H di San Diego del 1959 fu l'incidente di un McDonnell F3H-2N Demon della Marina degli Stati Uniti a San Diego, California, il 4 dicembre 1959. Il pilota, il guardiamarina Albert Joseph Hickman della squadriglia di caccia VF-121, scelse di non espellersi dal suo velivolo, pilotandolo lontano dalle aree popolate di Clairemont, inclusa una scuola elementare, salvando "fino a 700 persone" a terra, secondo una stima. Il suo F3H si schiantò contro un canyon, e il pilota fu l'unica vittima. Hickman venne ricordato quando diedero il suo nome ad una scuola elementare e ad un complesso sportivo di San Diego.
Diversi decenni dopo si verificò un incidente simile a University City, un quartiere a nord di Clairemont.

## Contesto

### Il pilota
Albert Joseph Hickman nacque a Sioux City, Iowa, il 4 aprile 1938. Successivamente si diplomò alla Central High School nel 1956, arruolandosi in Marina prima di diplomarsi. Hickman era un aviatore navale, assegnato alla VF-121, una squadriglia di addestramento presso la Naval Air Station Miramar.

### Luogo dello schianto
Miramar faceva precedentemente parte di un rancho controllato dalla Missione San Diego de Alcalá, prima di diventare Camp Kearny, un campo aereo ausiliario navale, e infine la stazione aerea di Miramar. Un'altra parte del ranch controllata dalla Missione San Diego de Alcalá sarebbe diventata l'attuale quartiere di Clairemont; precedentemente pascolo per il bestiame, è stato sviluppato negli anni '50 in una delle più grandi comunità suburbane di case a schiera pianificate nel dopoguerra degli Stati Uniti. Parte del quartiere di Clairemont si trova all'interno della zona di traffico aeroportuale di Miramar.

## L'incidente
Il 4 dicembre 1959 Hickman stava facendo pratica con gli atterraggi sulle portaerei. Quando tornò a Miramar con il suo McDonnell F3H-2N Demon, il motore del caccia si guastò. Il Demon si trovava a un'altitudine di 2.000 piedi (610 m) quando il compressore del motore si bloccò. È stato detto che Hickman scelse di non lanciarsi dal caccia ormai condannato arrivando ad aprire il tettuccio e fare un cenno per avvertire i bambini del suo aereo, mentre lo allontanava dalla Hawthorne Elementary School di Clairemont, mancando di poco il recinto della scuola. Alla fine si schiantò nel San Clement Canyon, provocando un incendio per 20 acri (81.000 metri quadrati) di sterpaglia del canyon. Hickman fu l'unica vittima.

## Conseguenze
Una stima afferma che vennero salvate fino a 700 vite quando Hickman guidò il suo caccia durante lo schianto. Per le sue azioni, che gli costarono la vita, Hickman fu insignito postumo della Medaglia della Marina e del Corpo dei Marines. È sepolto nel Memorial Park Cemetery a Sioux City. L'ubicazione del luogo dell'incidente è lungo Diane Avenue a Clairemont.

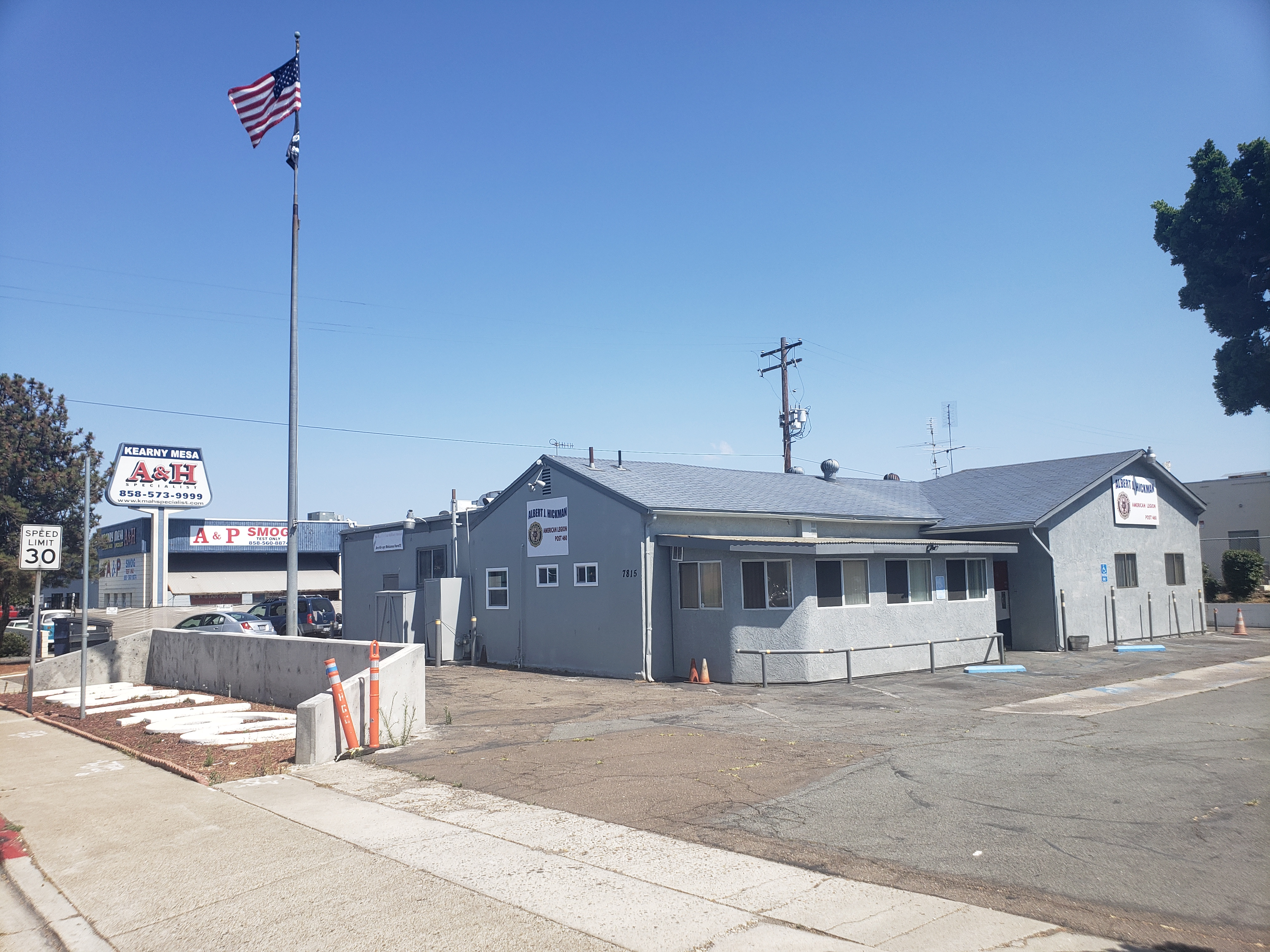
Edificio della Legione Americana intitolata in onore di Hickman.

Hickman fu commemorato in diversi modi: nel 1962 diedero il suo nome ad un avamposto della Legione americana a Kearny Mesa. Nel 1971 gli intitolarono una scuola elementare nel quartiere di Mira Mesa, la cui costruzione venne completata nel 1976. Nel 1994, su un terreno preso in affitto dalla Marina degli Stati Uniti, gli fu dedicato anche un complesso sportivo.
Diversi decenni dopo si verificò un evento simile all'incidente del 1959 durante l'incidente dell'F/A-18 di San Diego del 2008. L'8 dicembre, un F/A-18D biposto del Corpo dei Marines degli Stati Uniti riscontrò problemi al motore dopo essere decollato dalla USS Abraham Lincoln durante l'addestramento. Invece di atterrare alla Naval Air Station North Island, il tenente Dan Neubauer pilotò l'aereo, seppur con difficoltà, a Miramar. Neubauer e il caccia facevano parte del Marine Fighter Attack Training Squadron 101 con base a Miramar. Durante il viaggio verso Miramar, entrambi i motori dell'aereo si guastarono. Neubauer decise di lanciarsi, ormai a pochi secondi dallo schianto. L'aereo senza pilota cadde in una zona residenziale di University City a 400 m dalla University City High School e a 3 km da Miramar; quattro persone rimasero uccise a terra. Neubauer riuscì ad espellersi in sicurezza, atterrando a est della University City High School. In seguito fu autorizzato a volare di nuovo. Questo incidente venne paragonato a quello del 1959.
Nel 2019 le autorità appesero una targa commemorativa in onore di Hickman al Mt. Soledad National Veterans Memorial.